# Février 1785

## Événements

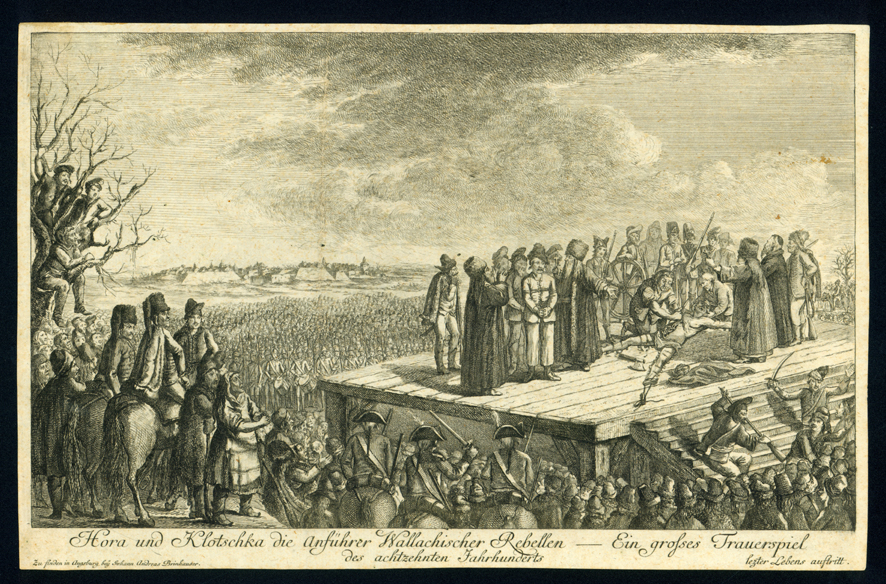
28 février : exécution de Horea et Cloșca. Fin de la révolution transylvaine.

- Après leur succès contre le royaume d'Arakan, les birmans tentent, sans succès, d'envahir le Siam (fin en 1786)[1].

- 11 février :
  - mort de Ali Murâd Khan, shah de Perse. Le gouverneur d'Ispahan Bagher usurpe le pouvoir[2].
  - Hongrie[3] : Joseph II supprime l’administration des comitats en Hongrie pour lui substituer dix districts d’égale importance, plus trois pour la Transylvanie. Des commissaires royaux nommés par l’empereur remplacent les préfets élus[4].

- 18 février : Jafar Khan entre dans Ispahan, fait arrêter le gouverneur Bagher et ses partisans et se fait proclamer shah de Perse (fin de règne en 1789)[2].

- 28 février : répression de la révolte de Horea en Transylvanie. Ses chefs sont mis à mort[5].

## Naissances
- 10 février : Claude Louis Marie Henri Navier, ingénieur français théoricien de la mécanique des fluides († 21 août 1835).
- 13 février : Pierre Louis Dulong (mort en 1838), chimiste et physicien français.
- 22 février : Jean-Charles Peltier (mort en 1845), physicien français.

## Décès
- 2 février : Paolo Maria Paciaudi (né en 1710), religieux, archéologue, bibliothécaire et antiquaire italien[6].